# Ken Dodd
Pour les articles homonymes, voir Dodd.
Kenneth Arthur Dodd, dit Ken Dodd, né le 8 novembre 1927 à Liverpool et mort le 11 mars 2018 dans la même ville, est un humoriste britannique de stand-up, également auteur-compositeur.

## Biographie

### Jeunesse
Ken Dodd naît en 1927 dans le village de Knotty Ash, près de Liverpool. Il quitte le lycée à l'âge de 14 ans et devient marchand ambulant. Il pratique le spectacle en amateur et se fait connaître en tant que ventriloque, une discipline à laquelle il s'est initié durant son enfance, après que ses parents lui ont offert une marionnette. Il adopte le nom de scène Professor Yaffle Chuckabutty,.

### Comédie
Ken Dodd fait ses débuts professionnels à Nottingham en 1954. En 1965, il se produit pour la première fois à Londres, au Palladium. Son spectacle Daddy's Here reste à l'affiche durant 42 semaines. Dodd entre dans le Livre Guinness des records pour avoir raconté 1 500 blagues en l'espace de 3 heures et demie durant son spectacle,.
L'acteur interprète Malvolio dans la comédie La Nuit des rois (Twelfth Night) de William Shakespeare, montée en 1971 à Liverpool. En 1996, il tient un rôle muet dans le film Hamlet de Kenneth Branagh, adaptation de la pièce de Shakespeare.

### Télévision
En 1955, Ken Dodd apparaît pour la première fois sur les écrans britanniques dans The Good Old Days (en), une émission de divertissement de la BBC. Entre 1959 et 1966, il obtient sa propre émission télévisée, The Ken Dodd Show. Il est également la vedette de Ken Dood's World of Laughter, diffusée de 1974 à 1976, et du Ken Dodd Laughter Show en 1979,. On le voit jouer aussi dans un épisode de Doctor Who en 1987 nommé « Delta and the Bannermen. »

### Chanson
Les disques de l'humoriste sont très populaires au Royaume-Uni durant les années 1960. Il place plusieurs chansons dans les charts britanniques,. Parmi ses tubes figure Tears (en), sorti en 1965. Le morceau atteint la 1re place du hit-parade et devient le single le plus vendu de l'année au Royaume-Uni. Selon les données de The Official Charts Company, qui édite les classements officiels, Tears figure à la 3e place des ventes sur l'ensemble de la décennie, derrière deux succès des Beatles, She Loves You et I Want to Hold Your Hand.

### Vie privée
Accusé de fraude fiscale par l'Inland Revenue (en), Ken Dodd est défendu par le barrister George Carman (en), qui obtient son acquittement en 1989,.

## Hommages et récompenses

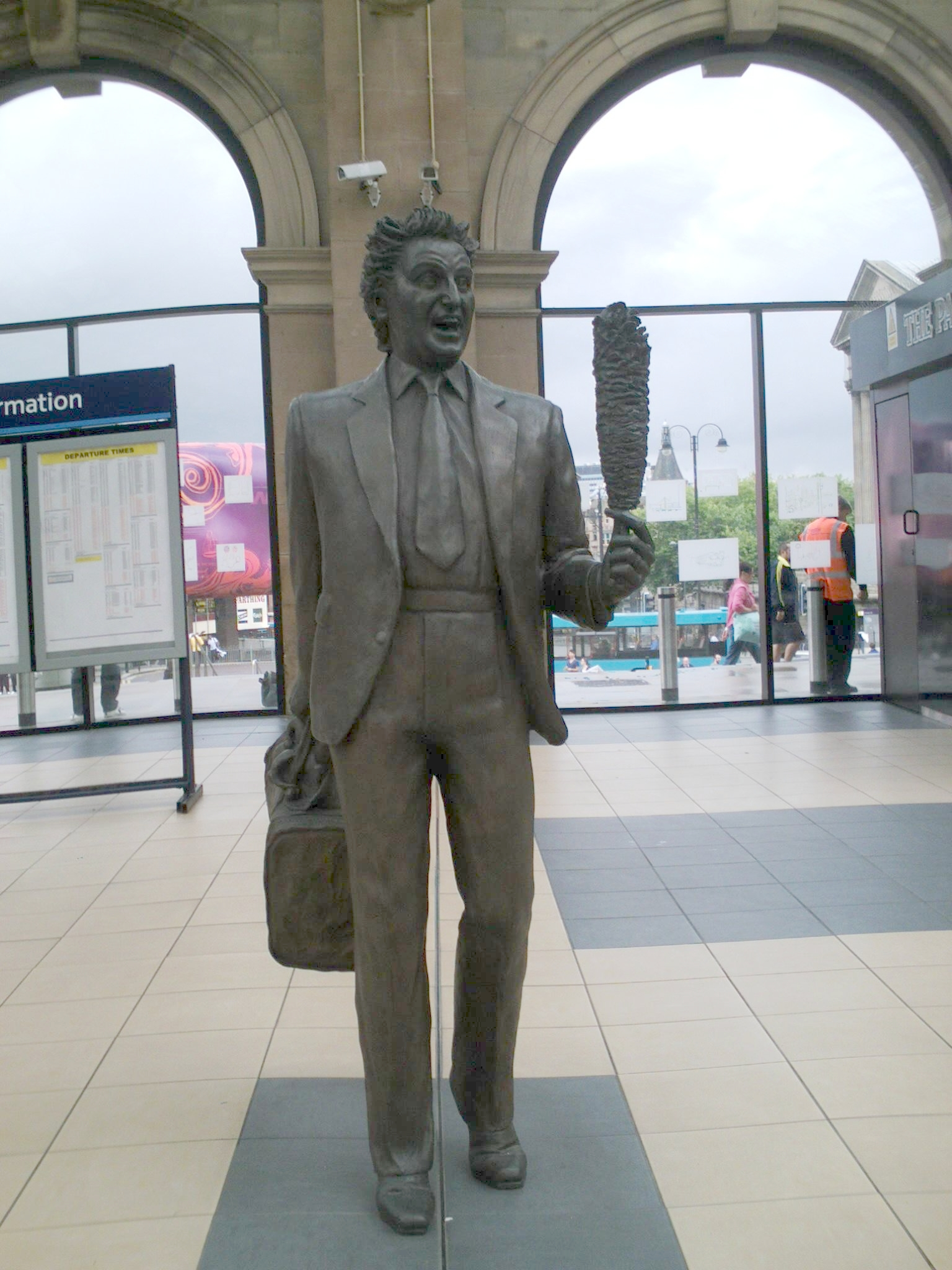
Statue de Ken Dodd, gare de Liverpool Lime Street.

En 2003, Ken Dodd reçoit un prix pour l'ensemble de son œuvre (Lifetime Achievement Award) lors du gala des British Comedy Awards. En 2010, l'université de Liverpool Hope lui remet un doctorat honoraire en lettres (Doctor of Letters) pour sa « contribution à la vie culturelle » durant sa carrière. En 2017, Ken Dodd est fait chevalier pour ses services de divertissement et charité.
En 2009, une statue grandeur nature représentant une rencontre entre l'humoriste et la député Bessie Braddock est érigée dans le hall de la gare de Liverpool Lime Street.

## Distinctions
En 1982, Ken Dodd est fait officier de l'Ordre de l'Empire britannique (OBE) pour services rendus au show business et son soutien à des œuvres caritatives,.